# Mess Around
Mess Around — сингл Рэя Чарльза, один из первых его синглов, получивших признание среди широкой публики. Автор песни — Ахмет Эртегюн, президент и основатель «Atlantic Records». При написании песни он использовал текст популярной в 1929 году песни «Pinetop’s Boogie Woogie». Сингл был издан в 1953 году. Рэй исполнял эту песню во время своего выступления на фестивале коньяка во Франции. Песня также попала в саундтрек фильма «Рэй».
The Animals в 1965 году выпустили кавер-версии в альбомах The Animals on Tour и Animal Tracks.